# Eltonmeer
Het Eltonmeer (Russisch: озеро Эльтон) is een zoutmeer in de Russische oblast Wolgograd, nabij de grens met Kazachstan. Het meer ligt in het noordelijk deel van het Kaspisch Laagland en heeft een oppervlakte van 152 km². De diepte bedraagt ongeveer 10 cm, hetgeen in de lente kan oplopen tot 70 tot 80 cm bij een waterniveau van 18 meter onder zeeniveau. Het meer wordt vooral gevoed door smeltwater, dat door verschillende rivieren wordt aangevoerd. Alleen in het voorjaar wordt zoet water aangevoerd. 
Het meer heeft geen uitstroom, waardoor het zoutgehalte zich ophoopt op de bodem (vooral NaCl en KCl). Daarnaast bevinden zich minerale waterstofsulfidemodderlagen op de bodem. Het zout en het modder in het meer worden gebruikt voor een balneologisch kuuroord op ongeveer 6 kilometer van het dorp Elton aan de oostzijde van het meer. Hier bevinden zich modderbaden en een sanatorium. In de 19e eeuw werd er op grote schaal zout gewonnen door de staat, die het in 1885 overdroeg aan particuliere eigenaren. In de jaren 80 van de 20e eeuw werd deze ontwikkeling stopgezet.
In de zomer kan de temperatuur rond het meer behoorlijk oplopen met een gemiddelde julitemperatuur van 25°C. In de winter daalt de temperatuur tot gemiddeld -11°C in januari. De jaarlijkse neerslag bedraagt gemiddeld 300 mm.
Rond het meer bevinden zich stranden, zoutmoerassen, ondiepe meertjes en de delta van de rivieren die in het meer stromen. De bijnaam van het meer is "gouden zevenstromenland" vanwege de 7 rivieren die er op afwateren. De naam is afgeleid van het Kazachse Altyn-noer ("gouden meer").

## Ontdekking
Het meer werd ontdekt door John Elton, een Engelsman in dienst van de Russische staat. Hij was een scheepskapitein en kwam rond 1730 in dienst als ontdekker en cartograaf. Tijdens een reis langs de oostoever van de Wolga ontdekte hij een groot zoutmeer en bracht dit in kaart. Het zout was een grote meevaller, de staat hield grote voorraden aan om de aanvoer te verzekeren en de prijs laag te houden. De belangrijkste zoutleverancier was de familie Stroganov. Zij hadden medio 16e eeuw grote delen van Perm in bezit. Ze kregen de opdracht de gebieden economisch te ontwikkelen en in ruil ontvingen ze belastingvoordelen. In Perm werd zout gewonnen en de familie was lange tijd monopolist. Het zout van het Eltonmeer bood een aantrekkelijk alternatief voor de staat en rond 1750 verdrong het de Stroganov’s als grootste leverancier van zout in het land.

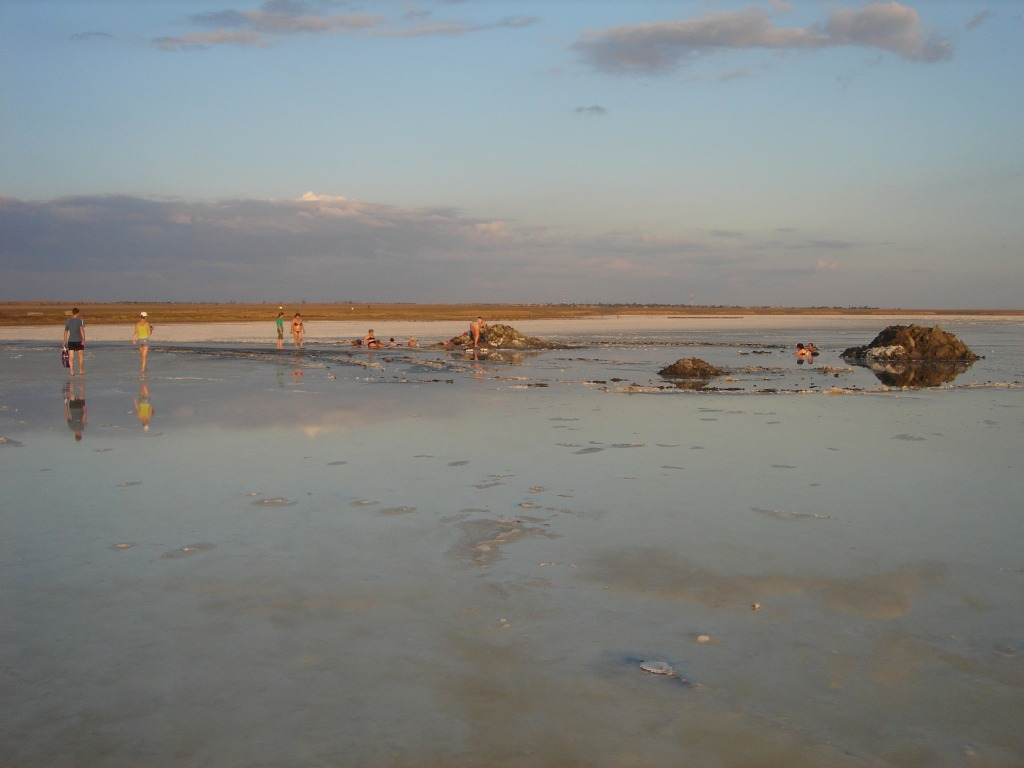
Zoutbaden
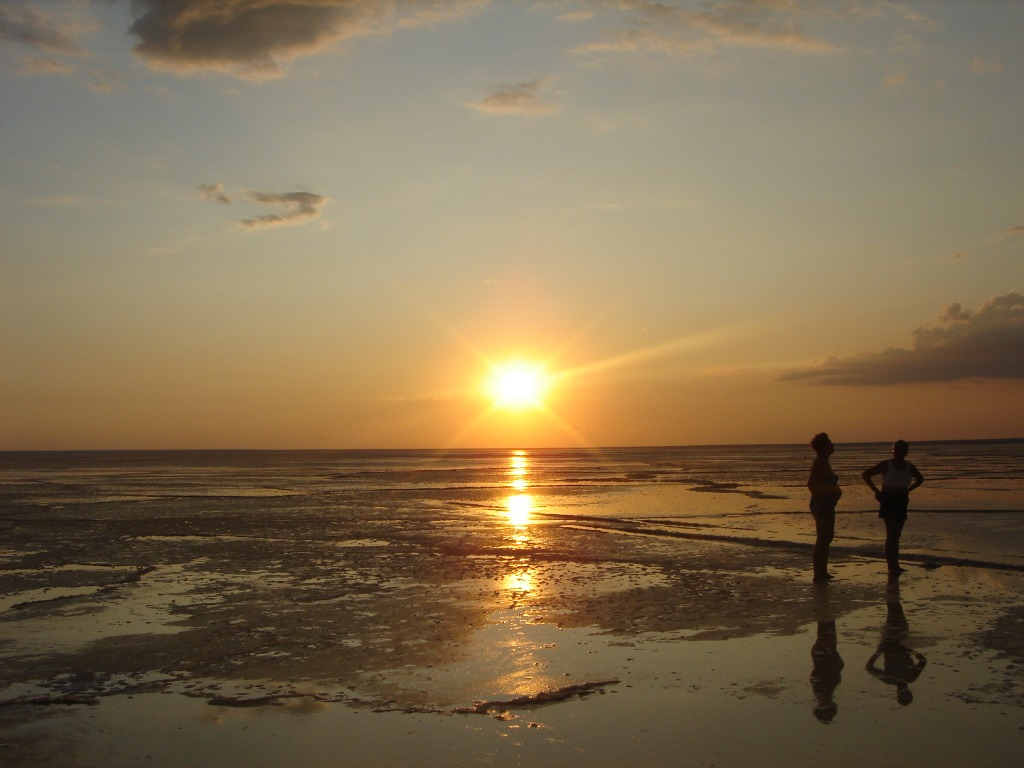
Zonsondergang boven het meer
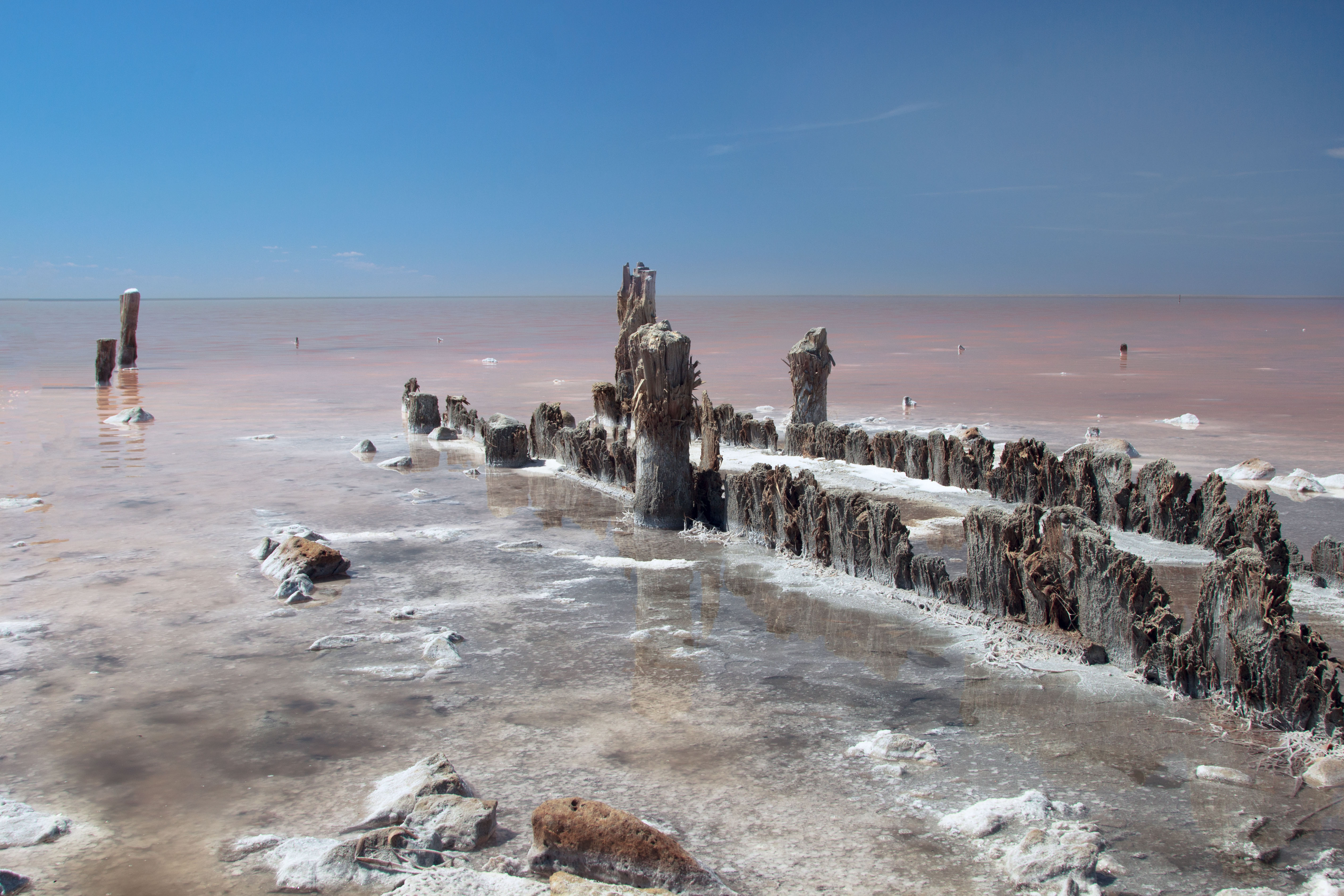
Vergane glorie bij het meer